# Estadio municipal de Fabero
El estadio municipal de Fabero, o estadio municipal Manuel Orallo, fue inaugurado en 1973 y tiene capacidad para 5000 espectadores. Pertenece al Ayuntamiento de Fabero y es utilizado por el C. D. Fabero para sus encuentros de liga, partidos amistosos y para los partidos de juveniles, cadetes e infantiles.

## Historia
El C. D. Fabero solo ha cambiado una vez de estadio. El primer estadio rojillo fue el de La Cortina, situado donde ahora se encuentra un colegio con el mismo nombre.
Luego se trasladó al actual, al municipal de Fabero,que dispone de oficinas, taquillas, vestuarios, bar, sala de prensa, sala de fisioterapia, gimnasio, tribuna cubierta y palco presidencial.
Actualmente este estadio es usado para los encuentros de las categorías de Aficionado, Juvenil, Cadete, Infantil, Alevín, Benjamín, Prebenjamín y escuela de fútbol
Los equipos más importantes que han pasado por este estadio han sido algunos equipos que han estado en la Primera División de España como el Real Oviedo, Real Club Deportivo de La Coruña, o el Club Atlético de Madrid

## Inauguración
El estadio fue inaugurado el 24 de junio de 1973, en un encuentro entre el Real Club Deportivo de la Coruña y el Real Oviedo, en un partido amistoso con motivo de las fiestas de Corpus. José Antonio Ramón (Pepe Coruña) era en aquel momento el presidente.

## Instalaciones
En el Estadio Municipal de Fabero podemos encontrar la sede oficial del equipo, oficinas, taquillas, vestuarios, servicios públicos adaptados, tribuna con aforo de 700 espectadores, palco, sala de prensa, gimnasio y el 1953 Sport-Bar.

## Acontecimientos importantes
Nunca se han dado acontecimientos importantes en este estadio. Solamente es destacable que fue estadio de Tercera División de España y que todos los años en él se celebraba el espectáculo de fuegos artificiales, hasta 2010, donde este se trasladó al Pozo Julia.

## Otros usos
El estadio ha servido de escenario en varias ocasiones albergando conciertos de rock y también como escenario para cantantes importantes como Ana Belén y Víctor Manuel; también cabe destacar la actuación del grupo Estopa en el espectáculo Fabero Rock, entre otros.